# سرطان روده بزرگ
سرطان روده بزرگ (به انگلیسی: Colorectal cancer) (که همچنین به نام‌های سرطان کولون، سرطان رکتوم یا چنگار روده بزرگ نیز شناخته می‌شود) به رشد سلول‌های سرطانی در کولون یا رکتوم (بخشی از روده بزرگ) گفته می‌شود. این بیماری به دلیل رشد و تکثیر غیرطبیعی سلول‌ها اتفاق می‌افتد. این سلول‌ها می‌توانند به بافت‌های دیگر بدن انتشار یافته (متاستاز) یا در آن‌ها تکثیر یابند.
نشانه‌ها و علائم این بیماری می‌تواند شامل مواردی همچون خون در مدفوع (هماتوشزی)، تغییر در حرکات روده و دفع مدفوع، کاهش وزن و خستگی همیشگی باشد.
بسیاری از سرطان‌های روده بزرگ به دلیل عوامل ناشی از سبک زندگی و افزایش سن ایجاد می‌شوند و تعداد کمی از موارد به خاطر اختلالات ژنتیکی ارثی اتفاق می‌افتند. عوامل خطر شامل مواردی همچون نوع رژیم غذایی، چاقی، مصرف دخانیات و نداشتن فعالیت جسمانی کافی است. عوامل مرتبط با رژیم غذایی که خطر این بیماری را افزایش می‌دهند شامل مصرف گوشت قرمز و گوشت‌های فرآوری شده و همچنین مصرف زیاد الکل می‌باشد. عامل خطر دیگر بیماری التهابی روده است که مواردی از قبیل بیماری کرون و کولیت زخمی را در بر می‌گیرد. برخی از شرایط موروثی که بیماری سرطان روده بزرگ را ایجاد می‌کنند، مواردی همچون پولیپ‌های آدنوماتوز خانوادگی و سرطان کولون غیرپولیپی ارثی هستند؛ اما این‌ها شامل کمتر از پنج درصد موارد می‌شوند. این بیماری معمولاً با تومور خوش‌خیم آغاز می‌گردد که به مرور زمان تبدیل به سرطانی می‌شود.
سرطان روده بزرگ را می‌توان با بافت‌برداری از کولون در طول سیگموئیدوسکوپی یا کولونوسکوپی تشخیص داد. معمولاً بعد از این امر تصویربرداری پزشکی انجام می‌شود تا معلوم شود که بیماری منتشر شده یا خیر. غربالگری سرطان در کاهش احتمال مرگ ناشی از سرطان روده بزرگ مؤثر است و با شروع سن ۵۰ سالگی و بعد از آن به صورت مداوم تا سن ۷۵ سالگی توصیه می‌شود. هنگام کولونوسکوپی پولیپ‌ها برداشته می‌شوند. آسپیرین و دیگر داروهای ضدالتهاب غیراستروئیدی خطر را کاهش می‌دهند. البته استفاده عمومی آنها، به دلیل اثرات جانبی توصیه نمی‌شود.
درمان‌هایی که برای سرطان روده به کار می‌رود، می‌تواند شامل ترکیبی از جراحی، پرتودرمانی، شیمی‌درمانی و درمان هدفمند باشد. احتمال درمان سرطان‌های محدود به درون دیوارهٔ کولون، با جراحی وجود دارد، اما سرطانی که در سراسر بدن گسترش یافته، معمولاً قابل درمان نیست و مدیریت بر روی بهبود کیفیت زندگی و علائم بیماری متمرکز می‌شود. نرخ بقای پنج ساله در ایالات متحده حدود ۶۵ درصد است. البته این مقدار به میزان پیشرفت سرطان و این که آیا تمام سرطان با جراحی قابل برداشت هست یا خیر و همچنین به سلامت کلی فرد بستگی دارد. در تمام دنیا، سرطان روده بزرگ، سومین نوع معمول سرطان است و ده درصد تمامی موارد سرطان را در بر می‌گیرد. در سال ۲۰۱۲، ۱٫۴ میلیون مورد ابتلای جدید به این بیماری و همین‌طور ۶۹۴ هزار مورد مرگ از آن اتفاق افتاد. این بیماری در کشورهای توسعه‌یافته شایع‌تر است و ۶۵ درصد موارد در این کشورها یافت می‌شود. شیوع این بیماری در زنان کمتر از مردان است.
مطالعاتی که به تازگی به وسیله محققان کالج پزشکی ویل کورنل آمریکا انجام شد نشان می‌دهد که فعال کردن مجدد یک ژن، رشد سلول‌های سرطانی روده را متوقف و سلول‌ها را به بافت سالم تبدیل می‌کند. ۸۰ تا ۹۰ درصد تومورهای کولورکتال به دلیل جهش در همین ژن اتفاق می‌افتد؛ بنابراین معکوس کردن فعالیت این ژن، نقش به‌سزایی در توقف رشد تومور سرطانی دارد. یکی از ژن‌های مرتبط با سرطان، ژن سرکوب‌گر سرطان یا پی۵۳ نام دارد. مطالعات حیوانی نشان می‌دهد که فعال کردن مجدد این ژن از رشد تومور جلوگیری می‌کند و پس از شش ماه، دیگر نشانی از تومور در بدن موش‌های آزمایشگاهی دیده نشده‌است.

## عوامل ابتلا

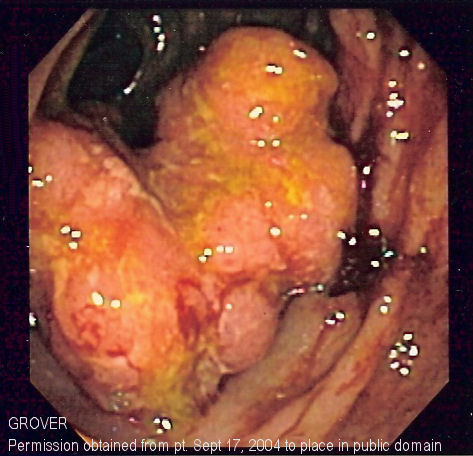
تصویر کولونوسکوپی از سرطان روده بزرگ

عوامل زیر ممکن است خطر ابتلا به سرطان روده بزرگ را در فرد افزایش دهند:
- رژیم غذایی: بین این بیماری و رژیم غذایی پرچربی و فیبر کم و مصرف کم میوه و سبزی، استفاده از انواع غذاهای کنسرو شده شامل تن ماهی و … و انواع سوسیس و کالباس رابطهٔ مستقیم وجود دارد.
- سن: اکثر افراد مبتلا به این بیماری سن بالای ۵۰ سال دارند، اما ممکن است این بیماری در هر سنی اتفاق بیفتد.
- پولیپ‌ها: این بیماری به‌صورت رشد توده‌های خوش‌خیم در جدار رودهٔ بزرگ تعریف می‌شود. به‌نظرمی‌رسد که در این ساختار شانس ابتلا به سرطان روده بزرگ افزایش‌یابد.
- تاریخچهٔ شخصی: احتمال ابتلا به این بیماری در افرادی که قبلاً سرطان‌های روده بزرگ داشته‌اند و خانم‌هایی که مبتلا به سرطان تخمدان، رحم، یا پستان بوده‌اند بیشتر است. در حال حاضر در بعضی از موارد این سرطان، ژن‌های مسئول، شناسایی شده‌اند؛ لذا قبل از بروز سرطان، چنین افرادی را از نظر حامل‌ژن‌بودن، مورد بررسی قرارمی‌دهند.
  - کولیت اولسروز: در این بیماری پوشش جدار روده بزرگ دچار التهاب شده‌است. افراد مبتلا به این بیماری احتمال بیشتری در ابتلا به سرطان کولورکتال دارند.

چاقی، مصرف الکل، استفاده از مواد مخدر سایر عوامل خطر شناخته شده هستند. آسپرین برای پیشگیری پولیپ‌های آدنوماتوز روده بزرگ و راست روده، در افرادی با سابقه این ضایعات مؤثر است.
یک تحقیق در دانشگاه کارولینای شمالی نشان می‌دهد که مصرف طولانی مدت و با دوز کم آسپرین یا داروهای ضد التهاب غیر استروئیدی (NSAID) به پیشگیری از ابتلا به سرطان روده بزرگ کمک می‌کند. محققان در مقایسه سوابق پزشکی و دارویی ۱۰۲۸۰ بیمار مبتلا به سرطان روده بزرگ با ۱۰۲۸۰۰ نفر از بیمارانی که سرطان روده نداشتند، متوجه شدند که مصرف مداوم و طولانی مدت دوز کم آسپرین خطر ابتلا به سرطان روده را تا ۲۷ درصد کاهش می‌دهد. این در حالی است که مصرف داروهای NSAID زمانی که به‌طور مداوم و برای یک دوره طولانی مصرف شود خطر ابتلا به سرطان روده بزرگ را ۴۳ درصد کاهش می‌دهد.
ژنتیک: طبق گفته پزشکان افرادی که نزدیکانی مثل پدرو مادر و خواهر و برادرشان به این نوع از سرطان مبتلا شده‌اند، خصوصاً اگر زیر ۵۰ سال بوده باشد، باید خود را تحت نظر پزشک متخصص قرار دهند تا از احتمال انتقال وراثتی این سرطان آگاه شوند و پیشگیری نمایند. حدود ۱۰ درصد از سرطان‌های روده بزرگ به علت سندروم‌های ارثی مانند سندروم لینچ، سندورم پولیوز مانند FAP می‌باشد. سابقه خانوادگی سرطان روده از عوامل ریسک محسوب می‌شود.

## علائم و نشانه‌ها
علائم این بیماری ممکن است شبیه به سایر علائم نظیر عفونتها، تب، بواسیر (هموروئید) و بیماری‌های التهابی روده باشد؛ بنابراین مراجعه به پزشک به منظور ارزیابی بهتر، لازم و ضروری است؛ چراکه در مراحل اولیه، این بیماری قابل درمان است. علایم این بیماری می‌توانند بسته به محل قرارگیری تومور در لوله گوارش و وجود متاستاز یا عدم وجود آن متفاوت باشد.
از جمله نشانه‌هایی که مراجعه به پزشک را ضروری می‌کند می‌توان موارد زیر را نام‌برد:
- وجود هرگونه تغییر در عادات دفعی روده نظیر اسهال، یبوست یا کاهش قطر مدفوع در صورتی که بیش از یک روز طول بکشد و علت آن نامعلوم باشد.
- کاهش اشتها و کاهش وزن
- کم‌خونی و خون‌ریزی از راست‌روده یا وجود خون در مدفوع (هماتوشزی)، چه قابل رؤیت باشد چه با انجام آزمایش معلوم شود.[۱۴]
- دردهای قولنجی معده
- استفراغ و تهوع در افراد بالای ۵۰ سال[۱۵]
- ضعف و خستگی
- یرقان (ایکتر) و زردی پوست یا سفیدی چشم

در حدود نیمی از افراد مبتلا به این سرطان، هیچ‌گونه علامتی مشاهده نمی‌شود. بنابراین غربالگری سرطان در افراد پرخطر مثل افراد بالای ۵۰ سال ضروری می‌باشد.

## غربالگری و تشخیص
سرطان روده بزرگ چهارمین سرطان شایع در ایران است و برآورد شده که سالانه حدود ۳۸۰۰ تا ۴۰۰۰ مورد جدید از سرطان روده بزرگ در کشور تشخیص داده می‌شود.
این سرطان از طریق غربالگری قابل پیشگیری و قابل درمان است. اغلب سرطان روده بزرگ از رشدهای کوچکی، یا پولیپهای کوچکی، در روده بزرگ که آدنوم نامیده می‌شوند، توسعه می‌یابد. هر قدر آدنوم بزرگ‌تر باشد، بیشتر احتمال دارد که سرانجام سرطانی شود. استفاده از روش‌های غربالگری معمولی در افرادی با علائم مذکور یا دارای هرگونه فاکتور خطر، توصیه می‌شود.
از جمله روش‌های تشخیصی جهت غربالگری این سرطان عبارتنداز:
- معاینه راست‌روده: در این معاینه پزشک راست‌روده را معاینه می‌کند تا وجود هرگونه مورد را بررسی کرده و آن را از نظر آغشته‌بودن با خون مورد بررسی قرارمی‌دهد.
- آندوسکوپی*: در این روش از طریق دستگاه‌های خاصی به‌صورت مستقیم داخل راست‌روده و قسمت‌های تحتانی روده بزرگ را مورد مشاهده قرارمی‌دهند. از طریق این روش نیمی از سرطان‌ها قابل تشخیص هستند. در این روش ممکن است بیمار احساس فشار کند، اما احساس درد نخواهد کرد.
- کولونوسکوپی: در این روش با ابزارهای خاصی، مشاهده کلی روده بزرگ و راست‌روده ممکن می‌شود. در این حالت نیز فرد دردی را احساس نخواهدکرد.
- در صورت وجود هرگونه توده در طول این قسمت‌ها باید بخشی از توده برداشته شود تا در زیر میکروسکوپ از نظر وجود بافت یا سلول‌های سرطانی مورد بررسی قرارگیرد. این عمل را بیوپسی می‌نامند.
- آزمون آنتی‌ژن CEA: برای اندازه‌گیری مارکر درون خون هرچند روشی دقیق نبوده و گاهی بیمار فاقد هرنوع مارکر می‌باشد.

پیش‌آگهی و درمان سرطان روده، به شرایط سلامت عمومی و مرحله بیماری (اینکه سلول‌های سرطانی فقط بافت پوششی روده را درگیر کرده‌است یا تمامی جدار آن را) فرد بیمار بستگی دارد.
بعد از درمان آزمایش خون، اندازه‌گیری آنتی‌ژن CEA در خون و عکس‌برداری، جهت تشخیص وضعیت سرطان (عود کرده‌است یا خیر) انجام می‌شود.

## سرطان روده ارثی
احتمال ابتلا به سرطان روده در فرزندان حاصل از ازدواج‌های فامیلی، ۲ تا ۳ برابر بیشتر از سایر افراد است. برخی از سندرم‌های ژنتیکی نیز با افزایش احتمال ابتلا به این سرطان همراه هستند. سرطان کولورکتال ارثی (HNPCC) یا سندرم لینچ، شایع‌ترین این سندرم‌ها است. این بیماری یک بیماری ژنتیکی اتوزومال غالب است که با خطر بالای سرطان روده بزرگ و همچنین سایر سرطان‌ها از جمله سرطان آندومتر (دومین شایع‌ترین)، تخمدان، معده، روده کوچک، دستگاه کبد، صفراوی، دستگاه ادراری فوقانی، مغز و پوست در ارتباط است. افزایش خطر ابتلا به این سرطان‌ها به دلیل جهش‌های ارثی است که نوعی سندرم سرطان است. تمام بیماران مبتلا به سرطان روده بزرگ باید از لحاظ ژنتیک بررسی شوند که متأسفانه در ایران تعداد بسیار اندکی از بیمارستان‌ها این تست را ارائه می‌دهند و خطر ابتلا به سرطان افراد خانوادهای مبتلا به سرطان را تهدید می‌نماید. در حال حاضر محققان ایرانی بنا به درخواست بیماران تست ژنتیک سرطان را جهت کاهش خطر ابتلا مجدد، و بروز سرطان در سایر افراد خانواده ارائه می‌کنند.

## مراحل سرطان
عود سرطان به معنای برگشت دوبارهٔ آن بعد از درمان می‌باشد. ممکن است عود سرطان، در روده بزرگ یا سایر قسمت‌های بدن نظیر کبد یا ریه رخ دهد. اگر عود به‌صورت درگیری تنها یک ناحیه از بدن باشد باید جراحی انجام شود، اما در صورت درگیری بیش از یک ناحیه و انتشار سرطان در قسمت‌های مختلف بدن ممکن است از روش‌های دیگری نظیر شیمی‌درمانی یا رادیوتراپی استفاده شود.
به‌طور کلی، سرطان روده بزرگ از سه مرحله تشکیل شده‌است که در هر یک از این مراحل، معمولاً یک یا دو نوع ژن مطلوب و مؤثر در جلوگیری از سرطان، از سلول‌های بافت سرطانی حذف می‌شوند.

### مرحله‌بندی
طبق تحقیقات اخیر، حذف چهار ژن کنترل‌کننده در بافت طبیعی کولون، منجر به سرطان می‌شود:

#### ایجاد پولیپ
در اولین مرحله، ژن کنترل‌کننده سرکوب گر تومور APC (به انگلیسی: Adenomatous Polyposis Coli) حذف می‌شود. همچنین می‌توانند ژن‌های دیگری نیز حذف شوند.
با حذف شدن این ژن، اولین عامل متوقف کننده سرطانی شدن بافت از بین رفته و در نتیجه، بافت تبدیل به توده کوچک خوش‌خیم (پولیپ) می‌شود.

#### ایجاد آدنوما
در مرحله بعدی، ژن‌های کنترل‌کننده سرکوب گر تومور DCC (به انگلیسی: Deleted in Colorectal Cancer) حذف می‌شوند.
با حذف شدن این ژن‌ها، بافت پتانسیل بسیار بالایی برای سرطانی شدن داشته و تبدیل به توده بزرگتر خوش‌خیم (آدنوما) می‌شود.

#### ایجاد کارسینوما
در مرحله آخر، ژن کنترل‌کننده سرکوب گر تومور p53 حذف می‌شود. همچنین می‌توانند ژن‌های دیگری نیز حذف شوند.
معمولاً در این مرحله، علاوه بر حذف شدن ژن یاد شده، تعدادی ژن دیگر نیز حذف می‌شوند. با حذف این ژن(ها)، بافت به سمت سرطانی شدن میل کرده و رسماً به بافتی سرطانی با نام کارسینوما (به آن تومور بدخیم نیز گفته می‌شود) تبدیل می‌شود.
این آخرین مرحله از چرخه ظهور سرطانی کولورکتال است

## روش‌های درمانی
به‌طور کلی سه روش درمانی جهت درمان سرطان روده بزرگ وجود دارد که شامل جراحی، پرتودرمانی و شیمی‌درمانی است. روش درمانی دیگری وجود دارد که در آن از روش‌های بیولوژی استفاده می‌شود. البته استفاده از این روش‌ها در حد مطالعات بالینی است.
- پرتو درمانی با دستگاه سایبر نایف: سایبرنایف جدیدترین روش درمان تومورهای سرطانی به صورت جراحی بسته می‌باشد و کاملاً می‌تواند جایگزینی برای عمل جراحی باز باشد با این تفاوت که درمان با این روش بدون درد، خونریزی و کمترین عوارض جانبی برای بیماران سرطانی می‌باشد.

علاوه بر این درصد موفقیت و نابود کردن تومورهای سرطانی با این روش بسیار بالاست.
بتازگی یک دستگاه سایبر نایف در یکی از مراکز درمانی شیراز کارگذاری و در حال بهره برداری می باشد.
- جراحی: جراحی شایع‌ترین روش درمانی در تمامی مراحل سرطان به‌حساب‌می‌آید. این روش به طرق مختلف انجام می‌شود و براساس نظر پزشک و مرحلهٔ سرطان، روش‌های جراحی متفاوت است.

عوارض جانبی جراحی: عوارض جانبی جراحی به محل تومور و نوع جراحی بستگی دارد. معمولاً در چند روز اول بعد از جراحی، بیمار احساس ناراحتی دارد ولی معمولاً درد با دارو قابل کنترل است. مدت زمان بهبود بعد از عمل جراحی در بیماران، متفاوت است.
- پرتودرمانی: در این روش از اشعه X با انرژی بالا برای کشتن سلول‌های سرطانی و کوچک‌نمودن اندازه تومور استفاده می‌شود. تولید اشعه می‌تواند خارج از بدن، توسط ماشین‌های خاص یا داخل بدن، از طریق مواد تولیدکننده اشعه، صورت‌گیرد. پرتودرمانی به‌تنهایی یا همراه با جراحی و شیمی‌درمانی انجام‌می‌شود.

عوارض جانبی پرتودرمانی: شایع‌ترین عوارض جانبی پرتودرمانی خستگی، واکنش پوستی در محل برخورد اشعه با پوست و کاهش اشتها می‌باشد. هم‌چنین ممکن است این روش منجر به کاهش گلبول‌های سفید خون شود. در بسیاری از موارد این عوارض دائمی نیستند و قابل کنترل و درمان‌اند.
- شیمی‌درمانی (کیموتراپی): در این روش، از داروها جهت کشتن سلول‌های سرطانی استفاده می‌شود. داروهای ضد سرطانی اکثراً به فرم تزریق داخلی در بدن یا داخل عضلات و برخی به فرم خوراکی استفاده می‌شود. شیمی‌درمانی یک روش درمانی سیستمیک به‌حساب‌می‌آید به این معنا که دارو از طریق جریان خون به قسمت‌های مختلف بدن می‌رود تا سلول‌های سرطانی را بکشد. در این روش داروها به صورت دوره‌ای تجویز می‌شوند؛ یعنی دوره درمانی با یک دوره استراحت ادامه‌می‌یابد و بعد از آن، از ابتدا دوره درمانی شروع می‌شود. درصورتی‌که سلول‌های سرطانی، کبد را درگیر کرده باشند، می‌توان دارو را مستقیماً به شریان‌های تغذیه‌کننده کبد تزریق نمود.

بعد از آن‌که جراح تمامی سلول‌ها و بافت سرطانی را از طریق جراحی برداشت، یک دوره شیمی‌درمانی نیز داده‌می‌شود تا سلول‌های سرطانی باقی‌مانده نیز، در صورت وجود از بین بروند.
عوارض جانبی شیمی‌درمانی: داروهای شیمی‌درمانی معمولاً سلول‌های با سرعت تکثیر بالا را مورد هدف قرارمی‌دهند. ازآن‌جایی‌که در بدن علاوه بر سلول‌های سرطانی بافت‌هایی نظیر سلول‌های خونی، بافت پوششی سیستم گوارشی و سلول‌های فولیکول مو نیز از سرعت تکثیر بالایی برخوردار هستند، لذا ممکن است این بافت‌ها نیز مورد هدف داروهای شیمی‌درمانی قرار بگیرد. در نتیجه از جمله عوارض جانبی می‌توان به عفونت، خستگی، ریزش موی موقتی، زخم‌های دهانی و غیره اشاره‌کرد.
کاهش کلی سلول‌های خونی، از جمله مهم‌ترین عوارض جانبی داروهای شیمی‌درمانی است. ازآنجایی‌که داروهای شیمی‌درمانی، مغز استخوان را به شدت تحت تأثیر قرارمی‌دهد، ممکن است کم خونی (آنمی) (به‌صورت کاهش انرژی انجام کارها)، کاهش پلاکت‌های خونی (به‌صورت خون‌ریزی) و کاهش گلبول‌های سفید (به‌صورت افزایش استعداد ابتلا به عفونت‌ها) ایجاد شود.
معمولاً همهٔ کسانی که از این روش درمانی استفاده می‌کنند به تمامی این علائم مبتلا نمی‌شوند. هم‌چنین در طی دوره استراحت و بعد از قطع درمان تمامی این علائم برطرف می‌شوند.

## تدابیر پرستاری
آماده‌سازی بیمار برای جراحی
- بیمار را از نظر جسمانی برای جراحی آماده کنید (رژیم غذایی غنی از کالری، پروتئین او باقی مانده کم، رژیم کاملاً ابکی در ۲۴ تا ۴۸ ساعت پیش از جراحی یا در صورت تجویز جراح [PN]) بدهید.
- آنتی‌بیوتیک‌ها، مسهل‌ها، تنقیه یا شستشوی کولون در صورت تجویز داده شود.
- ثبت میزان جذب و دفع بیمار بستری (از جمله استفراغ): لوله بینی معدی بگذارید و مایع داخل وریدی تجویز کنید.
- وضعیت هیدراتاسیون را کنترل کنید (مانند قوام پوستی، غشاهای مخاطی).
- علائم انسداد یا سوراخ شدگی را کنترل کنید (افزایش اتساع شکم، از بین رفتن صداهای روده، درد یا سفتی).
- به بیمار دربارهٔ تشخیص بیماری، پیش آگهی، روش جراحی و سطح توقعات پس از جراحی توضیح دهید. اطلاعاتی را دربارهٔ مراقبت از محل زخم و استومی، محدودیت‌های رژیم غذایی، کنترل درد و درمان‌های طبیعی ارائه دهید.
- جهت کسب اطلاعات بیشتر به اقدامات پرستاری در بیمار مبتلا به سرطان مراجعه نمائید.

حفظ تغذیه مطلوب
- یک رژیم غذایی غنی از کالری، پروتئین و کربوهیدرات و با باقی‌مانده کم فراهم کنید.
- یک غذای کاملاً آبکی در صورت تجویز پزشک، در ۲۴ تا ۴۸ ساعت پیش از جراحی فراهم کنید.
- PN را برای بیمار بستری تجویز کنید.
- میزان جذب و دفع را ثبت کنید، مایعات و الکترولیت‌های داخل وریدی را طبق دستور تجویز کنید.
- پس از قراردادن لوله بینی – معدی، آن را زیرنظر بگیرید و میزان درناژ را مشخص کنید.

حفظ تعادل مایع و الکترولیت
- داروهای ضد استفراغ را تجویز کرده و مایعات و غذا را برای پیشگیری از استفراغ تجویز کنید. شکم را از نظر اتساع، از بین رفتن صداهای روده ای، درد یا سفتی (علائم اتساع یا سوراخ شدگی) زیر نظر بگیرید.
- میزان جذب و دفع را ثبت کنید و مایعات و غذا را برای پیشگیری از استفراغ، محدود کنید.
- الکترولیت‌های سرمی را برای ردیابی هیپوکالمی و هیپوناترمی کنترل کنید.
- علائم حیاتی را برای ردیابی علائم هیپوولمی بررسی کنید: تاکی کاردی، هیپوتانسیون و کاهش حجم نبض وضعیت هیدراتاسیون را بررسی کنید و میزان قوام پوستی، خشکی غشاهای مخاطی و غلظت ادرار را گزارش کنید.

ارائه حمایت‌های عاطفی
- سطح اضطراب بیمار و مکانیسم‌های سازگاری وی را با استرس‌ها بررسی کنید.
- در صورت تمایل بیمار، حریم خصوصی را برای او فراهم کنید؛ تمرین‌های تعدد اعصاب را ارائه دهید، به بیماری که احساسات خود را بیان می‌کند، گوش دهد.
- ترتیبی اتخاذ کنید تا بیمار در صورت تمایل با یکی از افراد مذهبی ملاقات داشته باشد.
- ترتیبی اتخاذ کنید تا بیمار و خانواده او با پزشکان و پرستاران ملاقات کرده و دربارهٔ درمان و پیش آگهی بحث کنند، ملاقات با یک متخصص استومی ممکن است مفید باشد.
- با حفظ آرامش، تخصص حرفه‌ای و نگرش بیطرفانه، شرایط روحی مناسب را برای بیمار تقویت کنید.
- تمامی آزمون‌ها و اقدامات خود را به زبان قابل فهم برای بیمار توضیح داده و در صورت لزوم تکرار کنید.

ارائه حمایت‌های لازم جهت بهبود تصویر ذهنی از خود
- بیمار را ترغیب کنید تا دربارهٔ احساسات و نگرانی‌های خود صحبت کند.
- محیط راحتی را برای بیمار فراهم کنید و تلاش کنید که بیمار با تغییرات ناشی از وجود استومی تطابق کند.

کنترل و درمان عوارض
- قبل و بعد از جراحی، مراقب نشانه‌های عوارض باشید، آن‌ها را گزارش کرده و مراقبتهای لازم را ارائه دهید.
- آنتی‌بیوتیک‌ها را طبق دستور تجویز کنید تا تعداد باکتری‌های روده‌ای را پیش از جراحی کاهش دهد.
- پیش از جراحی، پانسمان زخم را به‌طور منظم در ۲۴ ساعت نخست بررسی کنید.
- مراقب نشانه‌های عفونت، چسبندگی، خونریزی و ادم شدید باشد.